# Termalkälla

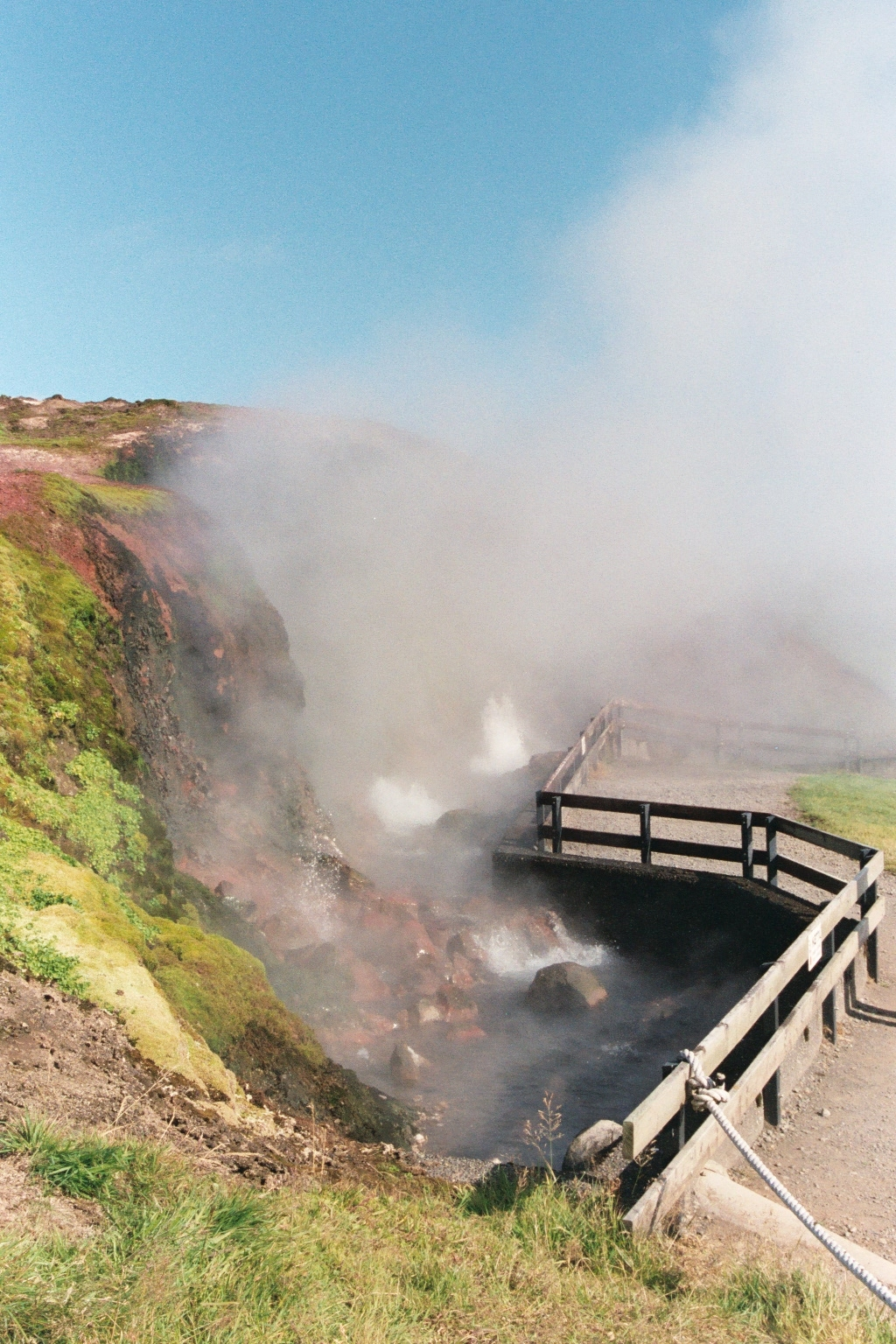
Deildartunguhver, en termalkälla på Island nära Reykholt.

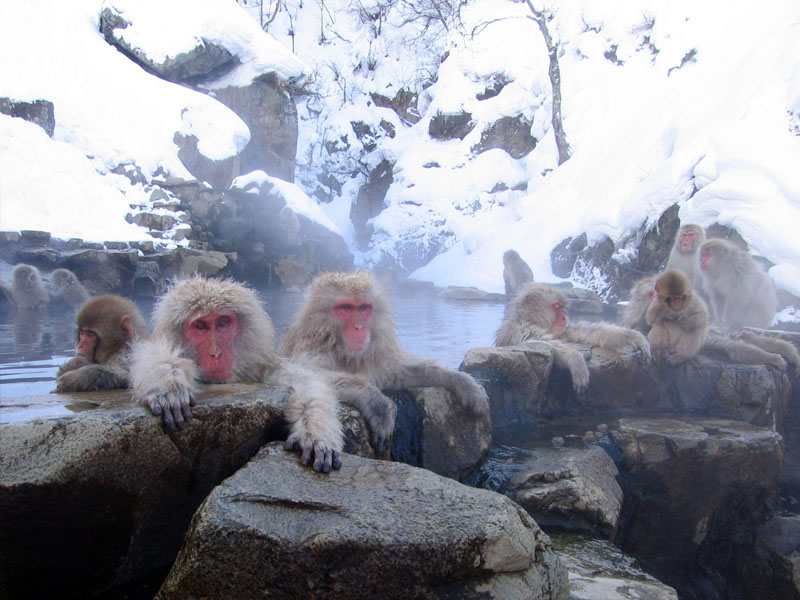
Makaker i en bassäng med vatten från en termalkälla i Naganoprefekturen, Japan.

En termalkälla (termal- från grekiska thẹrmẽ värme) är en källa där vattnet har en temperatur som ligger mycket över den årliga medeltemperaturen för luften i området. Det finns många olika typer av termalkällor.
Många termalkällor kan användas till elproduktion, husvärme och varmvatten för hushåll. I Kusatsu i Japan används exempelvis termalkällor för elproduktion och husvärme.
Vattnet i termalkällor kommer oftast från vatten som tränger ner genom sprickor i marken. Det värms sedan upp av en geotermisk källa och stiger sedan samtidigt som det drar ner nytt kallare vatten mot värmekällan. Mineraler från berget löses i det varma vattnet, när sedan vattnet kylls ner igen fälls dessa mineraler lätt ut igen. Mineraler som kan fällas ut på detta sätt är bland annat kiseldioxid, natrium-, kalcium-, och kaliumkarbonat och -klorider. Även metaller som koppar och bly kan finnas i dessa avsättningar. Ibland kan man se avlagringar som bildat upphöjda kanter kring termalkällor.

## Olika typer av termalkällor

### Varm källa
Varma källor är termalkällor där temperaturen är lägre än 37 °C, människokroppens normala temperatur.

### Het källa
En het källa definieras som en termalkälla som är högre än människokroppens normala temperatur.

#### Gejser
En gejser är en ovanlig typ av het källa där vatten ibland sprutar ut ur källan i form av kokande vatten eller vattenånga. Vattnet i gejsern har blivit uppvärmt av en geotermisk källa. Gejsrar finns bland annat i Island, Nya Zeeland och USA.

### Submarina termalkällor

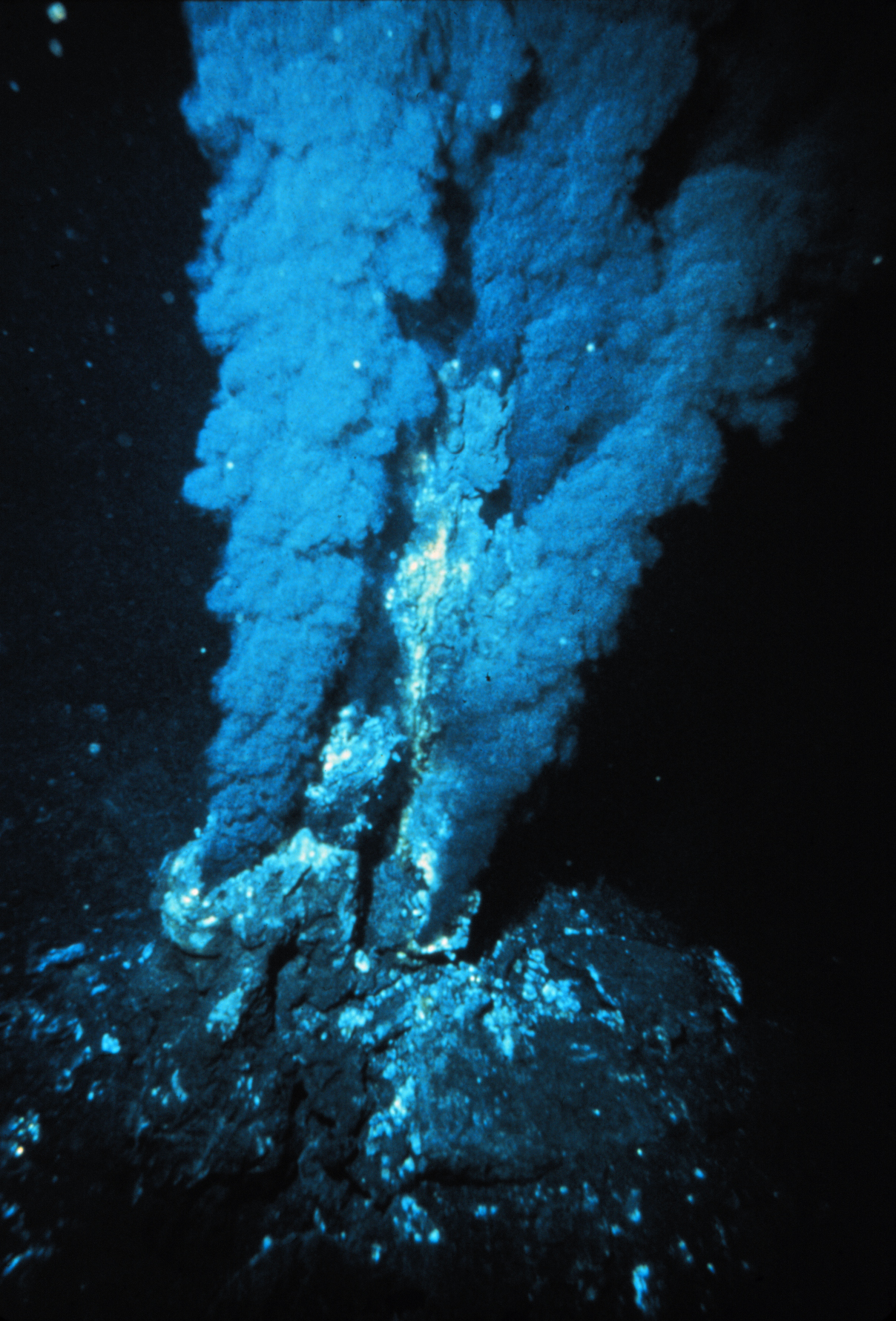
"Black smoker" i Atlanten

Submarina termalkällor är termalkällor som förekommer under vatten, ett samlingsnamn för dessa är hydrotermala öppningar. Dessa innefattar bland annat så kallade Black smokers, eller svarta skorstenar som de kallas på svenska.